# 雪梨書院賴卡校區
雪梨書院賴卡校區是澳洲新南威爾斯州雪梨內西區賴卡的一所政府資助全日制中學，男女同校。該校區與卑力屈度灣校區及巴免校區同屬雪梨書院。
該校建於2002年，初名為賴卡中學（Leichhardt High School），可容納約1,000名7年級至10年級學生。

## 外部連結
- 官方网站